# Холт, Джек (актёр)
В Википедии есть статьи о других людях с таким именем и фамилией — см. Холт, Джек.
Джек Холт (англ. Jack Holt; 31 мая 1888[…], Нью-Йорк, Нью-Йорк — 18 января 1951[…], Лос-Анджелес, Калифорния) — американский вестерн-киноактёр, сооснователь Академии кинематографических искусств и наук.

## Биография
Чарльз Джон Холт-младший (настоящее имя актёра) родился 31 мая 1888 года в Бронксе (Нью-Йорк), рос в городе Уинчестер (штат Виргиния). Отец — священник, служил в церкви Святого Иакова. После возвращения семьи в Нью-Йорк учился в школе Троицы на Манхэттене. Брат — Маршалл, сестра — Франсис. В 1909 году поступил в Виргинский военный институт, но был исключён из него «за плохое поведение» (англ. misbehavior) уже во втором семестре первого курса. В молодости Холт испробовал множество профессий: он был разнорабочим на строительстве тоннеля Пенсильванской железной дороги под Гудзоном; был «геодезистом, чернорабочим, старателем, охотником и водителем дилижанса, среди многих других работ» во время почти шестилетнего пребывания на Аляске.
С 1914 года Холт начал сниматься в кино: поначалу каскадёром, затем исполнял эпизодические и второстепенные роли, и постепенно стал весьма знаменитым актёром. Прямо в первом же своём фильме, «Саломия Джейн», актёр, скача на лошади вниз по крутой насыпи к реке Рашен-Ривер, упал. Холт сломал себе несколько рёбер, а лошадь получила столь серьёзные раны, что её пришлось добить.
С началом Первой мировой войны Холта хотели призвать в армию, но он не прошёл медкомиссию из-за «хронических проблем с ногами», возникших в результате обморожения, которое он получил на Аляске.
11 мая 1927 года Холт стал одним из 36 основателей Академии кинематографических искусств и наук.
13 июля 1928 года Холт стал пожизненным членом «Главного общества колониальных войн».
В отличие от многих коллег по цеху, без проблем перешёл из эпохи немого кино в эру звукового.
Во время Второй мировой войны Холт был зачислен в кавалерию, а в январе 1943 года прибыл в звании капитана в Корпус квартирмейстеров и начал военную подготовку в «Форте Д. А. Расселла» в Вайоминге.
Актёрский образ Хота — щегольские усы, выдающаяся челюсть и «быстрая манера обращения с кулаками», олицетворяющие грубую мужественность. Поэтому он снимался в основном в вестернах, в конце карьеры — в малобюджетных криминальных драмах. В начале 1940-х годов Холт поссорился с основателем, президентом и продюсером Columbia Pictures Гарри Коном. Он назначил Холта исполнителем главной роли в дешёвом киносериале «Холт из Секретной службы». Джек, бывший к тому времени уже крупной кинозвездой, воспринял это как оскорбление. Он блестяще отыграл эту роль, а потом немедленно покинул Columbia Pictures. Холт стал фрилансером и продолжил сниматься у разных киностудий, хоть и далеко не так активно, как в 1920-х и 1930-х годах.
Джек Холт скончался 18 января 1951 года в лос-анджелесском районе Сотелл от инфаркта миокарда.
8 февраля 1960 года, в день открытия Голливудской «Аллеи славы», Холт был удостоен звезды на ней «За вклад в киноиндустрию».
Личная жизнь
6 декабря 1916 года Холт женился на девушке по имени Маргарет Хелен Вудс, не связанной с кинематографом. Брак продолжался 35 лет до самой смерти актёра (в 1932 году она в Мексике добилась развода, но в 1940 году суд Лос-Анджелеса признал его недействительным). У пары было двое детей, Тим (1919—1973) и Дженнифер (1920—1997), которые стали довольно известными киноактёрами.

## Избранная фильмография
Кинофильмы
- 1914 — Саломия Джейн / Salomy Jane — ковбой, играющий в салуне в солитер (в титрах не указан)[14]
- 1916 — Немая из Портичи[англ.] / The Dumb Girl of Portici — Конде, второй сын вице-короля
- 1916 — Обнажённые сердца[англ.] / Naked Hearts — Говард
- 1917 — Цена ненависти[англ.] / The Cost of Hatred — Уэртес
- 1917 — Маленькая американка[англ.] / The Little American — Карл фон Аустрим
- 1917 — Зов Востока[англ.] / The Call of the East — Алан Хепбёрн
- 1917 — Тайная игра[англ.] / The Secret Game — майор Джон Нортфилд
- 1918 — Ещё одна американка[англ.] / One More American — Сэм Поттс
- 1918 — Честь его дома[англ.] / The Honor of His House — Роберт Фарлоу
- 1918 — Закон белого человека[англ.] / The White Man's Law — сэр Гарри Фолкленд
- 1918 — Ухаживание в пустыне[англ.] / A Desert Wooing — Бартон Мастерс
- 1918 — Зелёные глаза[англ.] / Green Eyes — Пирсон Хантер
- 1918 — Муж индианки[англ.] / The Squaw Man — Кэш Хокинс
- 1919 — Обманутые мошенники[англ.] / Cheating Cheaters — Том Палмер
- 1919 — И в радости, и в горе / For Better, for Worse — крестоносец
- 1919 — Женщина, которую ты дал мне[англ.] / The Woman Thou Gavest Me — лорд Раа
- 1919 — Женщина, на которой женился Майкл[англ.] / The Woman Michael Married — Майкл Ордсуэй
- 1919 — Линия жизни[англ.] / The Life Line — Джек Хирн, «цыган-джентльмен»
- 1919 — Победа / Victory — Аксель Хейст
- 1920 — Кривые улицы[англ.] / Crooked Streets — Ричард Руперт
- 1920 — Захваченный врагом[англ.] / Held by the Enemy — полковник Чарльз Прескотт
- 1920 — Грехи Розанны[англ.] / The Sins of Rosanne — сэр Деннис Харленден
- 1921 — Канун Дня всех душ[англ.] / All Soul's Eve — Роджер Хит
- 1921 — Утки и селезни[англ.] / Ducks and Drakes — Роб Уинслоу
- 1921 — После представления[англ.] / After the Show — Ларри Тейлор
- 1921 — Мрачный комик[англ.] / The Grim Comedian — Харви Мартин
- 1922 — Куплено и оплачено[англ.] / Bought and Paid For — Роберт Стэффорд
- 1922 — Непобедимый человек[англ.] / The Man Unconquerable — Роберт Кендалл
- 1922 — В открытом море[англ.] / On the High Seas — Джим Дорн
- 1923 — Ничейные деньги[англ.] / Nobody's Money — Джон Уэбстер
- 1923 — Обман[англ.] / The Cheat — Дадли Дрейк
- 1924 — Странник по пустошам[англ.] / Wanderer of the Wasteland — Адам Лэри
- 1924 — Пустые руки[англ.] / Empty Hands — Гримшоу
- 1925 — Секрет Евы / Eve's Secret — герцог Полтавский
- 1925 — Громовое стадо[англ.] / The Thundering Herd — Том Доан
- 1925 — Свет западных звёзд[англ.] / The Light of Western Stars — Джин Стюарт
- 1925 — Древнее шоссе[англ.] / The Ancient Highway — Клифф Брэнт
- 1926 — Слепая богиня[англ.] / The Blind Goddess — Хью Диллон
- 1927 — Таинственный всадник[англ.] / The Mysterious Rider — Бент Уэйд
- 1928 — Подводная лодка[англ.] / Submarine — Джек Дорган
- 1929 — Дело Донована[англ.] / The Donovan Affair — инспектор Киллиан
- 1929 — Полёт[англ.] / Flight — сержант-артиллерист «Панама» Уильямс
- 1931 — Дирижабль / Dirigible — Джек Брэдон
- 1931 — Белые плечи[англ.] / White Shoulders — Гордон Кент
- 1932 — Под маской[англ.] / Behind the Mask — Джек Харт (Куинн)
- 1932 — Военный корреспондент[англ.] / War Correspondent — Джим Кеньон
- 1934 — Чёрная луна[англ.] / Black Moon — Стивен Лейн
- 1934 — Крепкая оборона[англ.] / The Defense Rests — Мэттью Митчелл
- 1935 — Буря над Андами[англ.] / Storm Over the Andes — лётчик, капитан Боб Кент
- 1935 —  Пробуждение Джима Бёрка / The Awakening of Jim Burke — Джим Бёрк
- 1935 — Маленькая бунтарка[англ.] / The Littlest Rebel — полковник Моррисон
- 1936 — Сан-Франциско / San Francisco — Джек Бёрли
- 1938 — Полёт в никуда[англ.] / Flight Into Nowhere — Джим Хорн
- 1939 — Пойманные в ловушку в небе[англ.] / Trapped in the Sky — майор
- 1940 — Великое ограбление самолёта[англ.] / The Great Plane Robbery — Майк Хендерсон
- 1942 — Громовые птицы[англ.] / Thunder Birds — полковник МакДональд
- 1942 — Люди-кошки / Cat People — коммодор
- 1945 — Они были незаменимыми / They Were Expendable — генерал Мартин
- 1946 — Полёт в никуда[англ.] / Flight to Nowhere — Боб Донован, агент ФБР
- 1946 — Погоня / The Chase — командор Дэвидсон
- 1946 — Отступница[англ.] / Renegade Girl — майор Баркер
- 1948 — Сокровища Сьерра-Мадре / The Treasure of the Sierra Madre — бродяга в ночлежке (в титрах не указан)
- 1948 — Рейнджер из Аризоны[англ.] / The Arizona Ranger — Морган «Сыромятная Плеть»
- 1948 — Заряженные пистолеты[англ.] / Loaded Pistols — Дейв Рэнделл
- 1949 — Спецотряд[англ.] / Task Force — капитан Ривс
- 1950 — Король кнута[англ.] / King of the Bullwhip — Джеймс Керриган, банкир
- 1951 — По широкой Миссури[англ.] / Across the Wide Missouri — «Призрак Медведя»[15]

Киносериалы
- 1914 — Мастер-ключ / The Master Key — Дональд Фавершем
- 1915 — Сломанная монета[англ.] / The Broken Coin — капитан Уильямс
- 1916 — Либерти[англ.] / Liberty — капитан Боб Ратледж
- 1941 — Холт из Секретной службы[англ.] / Holt of the Secret Service — Джек Холт / Ник Фаррелл

В роли самого себя
- 1922 — Поездка в Парамаунтаун[англ.] / A Trip to Paramountown
- 1923 — Голливуд / Hollywood

- С Дороти Далтон в фильме «Зелёные глаза[англ.]» (1918)
- На съёмках фильма «Китти Келли, доктор» (1919). Слева направо: Юджин Гаудио[англ.] (оператор), Бесси Баррискейл (актриса), Говард Хикман (режиссёр, её муж) и Джек Холт.
- С Синой Оуэн в фильме «Победа» (1919)
- С Этель Клейтон в фильме «Грехи Розанны[англ.]» (1920)
- С сыном Тимом, фото 1921 года.
- На лобби-карточке фильма «Зов Севера» (1921)
- Фото 1922 года
- В рекламе фильма «Ничейные деньги[англ.]» (1923)
- В фильме «Одинокий волк» (1924)
- С Билли Дав в фильме «Древнее шоссе[англ.]» (1925)
- Слева направо: Нэт Пендлтон, Джин Артур и Джек Холт в фильме «Крепкая оборона[англ.]» (1934)
- С сыном Тимом, фото второй половины 1930-х годов.
- В киносериале «Холт из Секретной службы[англ.]» (1941)
- В фильме «Погоня» (1946)